# 1834年補充法
1834年補充法是巴西帝国於1834年所通過的法案。該法案雖是說是由在任巴西皇帝佩德羅二世簽署，但實際是由數位大臣組成的攝政團所擬定。該法律補充了巴西君主立憲的不足，大大提高議會與聯邦的權力，而該法案正是為了平息民間要求廢止君主的呼聲。不過此補充法還是無法擋住共和潮流，翌年巴西各地均發生多數叛亂。